# Île Maly Taïmyr
Pour les articles homonymes, voir Taïmyr.
L'île Petit Taïmyr (en russe : Малый Таймыр) est une île située dans la mer des Laptev dans l'Arctique en Russie. Elle est située à l'extréminité sud-est de l'archipel de la Terre du Nord au nord-est de la péninsule de Taïmyr. Il y a une petite île, Starokadomski, située tout près au nord-ouest.
L'île Petit Taïmyr a une superficie de 232 km2. Le détroit de Vilkitski est situé au sud de l'île. Les eaux de ce dernier ainsi que celles entourant l'île sont recouvertes de glace durant la saison hivernale. Il y a plusieurs blocs de glace qui flottent aussi durant la saison estivale entre juin et septembre.
L'île Petit Taïmyr appartient au kraï de Krasnoïarsk, une division administrative de la fédération de Russie. Elle fait partie de la réserve naturelle du Grand Arctique qui est la plus grande réserve naturelle de Russie et l'une de plus étendues au monde.
L'île Petit Taïmyr fut découverte par Boris Vilkitski en 1913. Anciennement, l'île était appelée tsarévitch Alexis, ou simplement Alexis, en l'honneur du fils de Nicolas II. Après la révolution d'Octobre en 1917, elle fut renommée Petit Taïmyr. En 2005, une requête a été formulée auprès des autorités de Krasnoïarsk afin qu'elle retrouve son nom d'origine.